# Cathédrale de la Nativité-de-Marie de Rieux-Volvestre
Cette ancienne cathédrale n’est pas la seule cathédrale de la Nativité-de-Marie.
La cathédrale de la Nativité-de-Marie de Rieux-Volvestre est une cathédrale catholique romaine située sur la commune de Rieux-Volvestre département de la Haute-Garonne, dans la région Occitanie, en bordure de l'Arize. 
Cette ancienne cathédrale est connue pour son trésor épiscopal. Elle est protégée au titre des monuments historiques.

## Histoire
Autour de l'an mil un certain Amelius Simplicius offre un petit domaine à l'abbaye de Lézat. Ce n'est qu'un siècle plus tard que l'existence d'un prieuré est attestée. 
L'ancienne église prieurale est érigée en cathédrale en 1317 par le pape Jean XXII, dans le but d'augmenter la présence de l'Église catholique dans l'évêché de Toulouse où le catharisme faisait encore des adeptes. 
La cathédrale de la Nativité-de-Marie de Rieux était la cathédrale du diocèse de Rieux jusqu'au 29 novembre 1801, date à laquelle le pape Pie VII a établi la bulle Qui Christi Domini rattachant le territoire du diocèse de Rieux à celui de l'archidiocèse de Toulouse.
La cathédrale Saint-Étienne de Toulouse est alors devenue la cathédrale de l'archidiocèse de Toulouse où siège l'archevêque. 
Depuis 1801, la cathédrale est devenue l'église paroissiale de la Nativité-de-Marie.
En 1923, elle est classée au titre des monuments historiques.

## Architecture

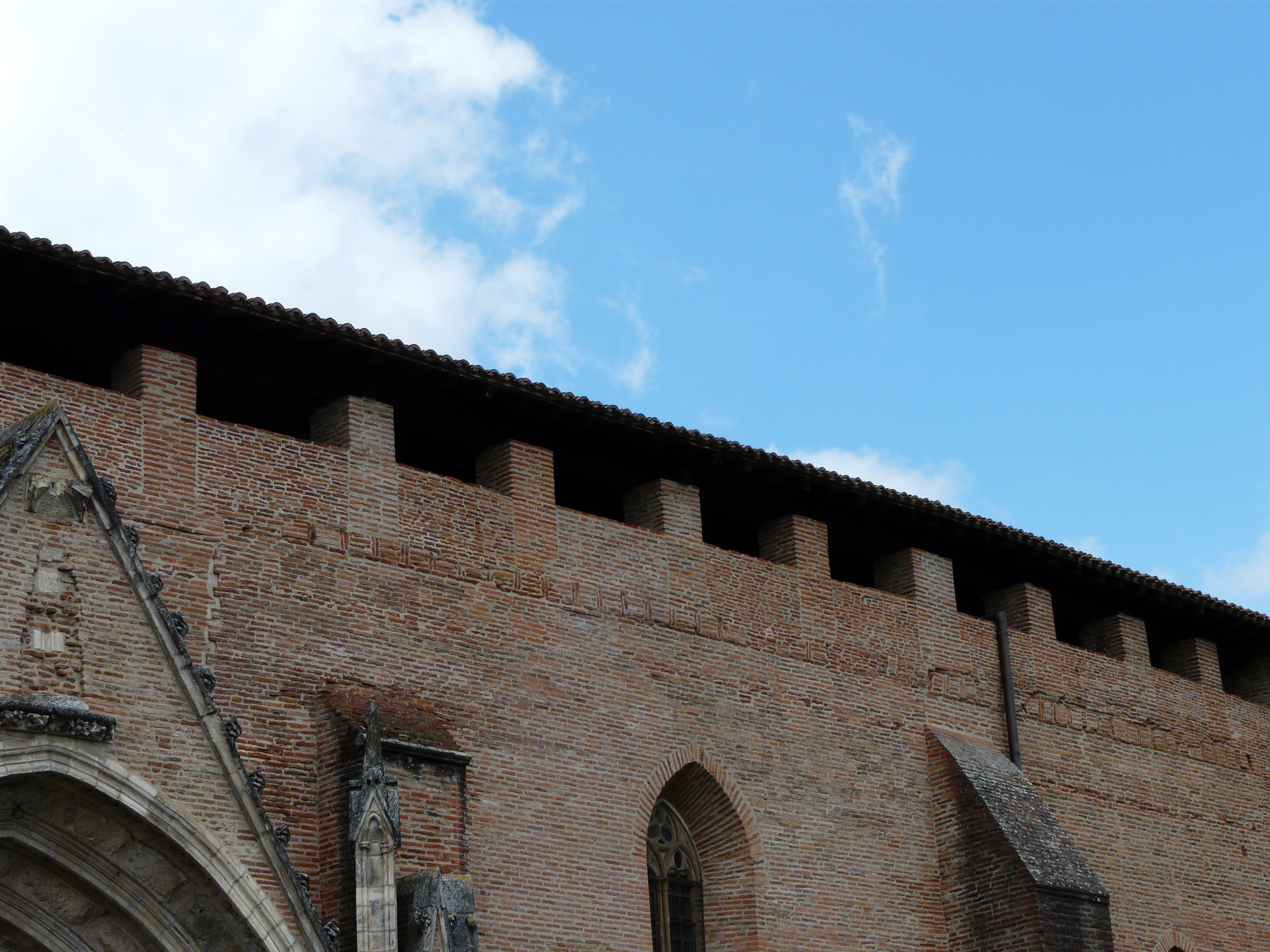
Le chemin de ronde, côté sud.

L'édifice fut construit en tant que cathédrale au XIVe siècle dans une architecture d'inspiration méridionale. De la première église du XIIIe siècle ne reste que le chevet plat fortifié. De la reconstruction gothique du XIVe siècle subsistent la nef principale et le portail.
La cathédrale a gardé cependant son aspect massif d'origine, avec des murs épais de trois mètres à certains endroits. Elle possède échauguettes et meurtrières, afin d'en faciliter la défense.
Son clocher octogonal de 43 mètres de haut est de style toulousain : ses trois étages ajourés sont percés de baies géminées couvertes d'arcs en mitre. 
Le chœur des chanoines a été construit au XVIIe siècle avec ses 61 stalles en noyer sculptées.

## Objets classés
Outre les deux cloches du XVIe siècle et du XVIIIe siècle, une dalle funéraire du XVe ou du XVIe siècle, et les très nombreux objets composant le trésor de la cathédrale (reliquaires, statues, tableaux, habits ecclésiastiques, objets liturgiques), plusieurs meubles sont également classés monuments historiques : 
- l'orgue, de la manufacture Puget mais possédant du matériel du XVIIe siècle[5] ; restauré au début des années 2000, il fait face au chœur des chanoines,
- deux armoires du XVIe siècle[6],[7],
- une commode du XVIIIe siècle[8],
- les stalles du XVIIe siècle[9] du chœur des chanoines,
- également dans le chœur des chanoines, le maître-autel en marbre, XVIIIe siècle[10],
- le monument sépulcral des évêques de Rieux, en marbre, XVIIIe siècle[11],
- un lutrin du XVIIe siècle[12].

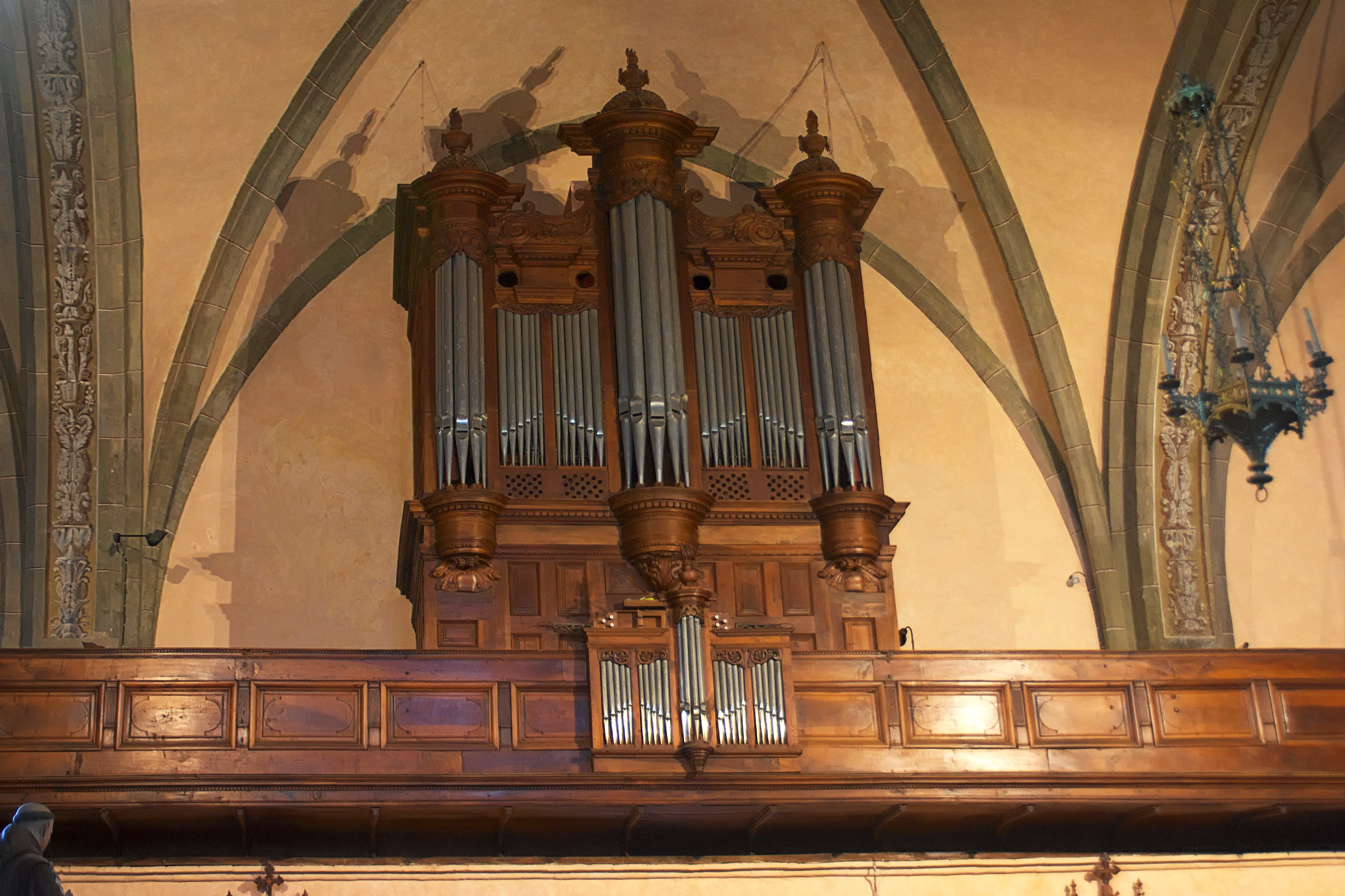
L'orgue
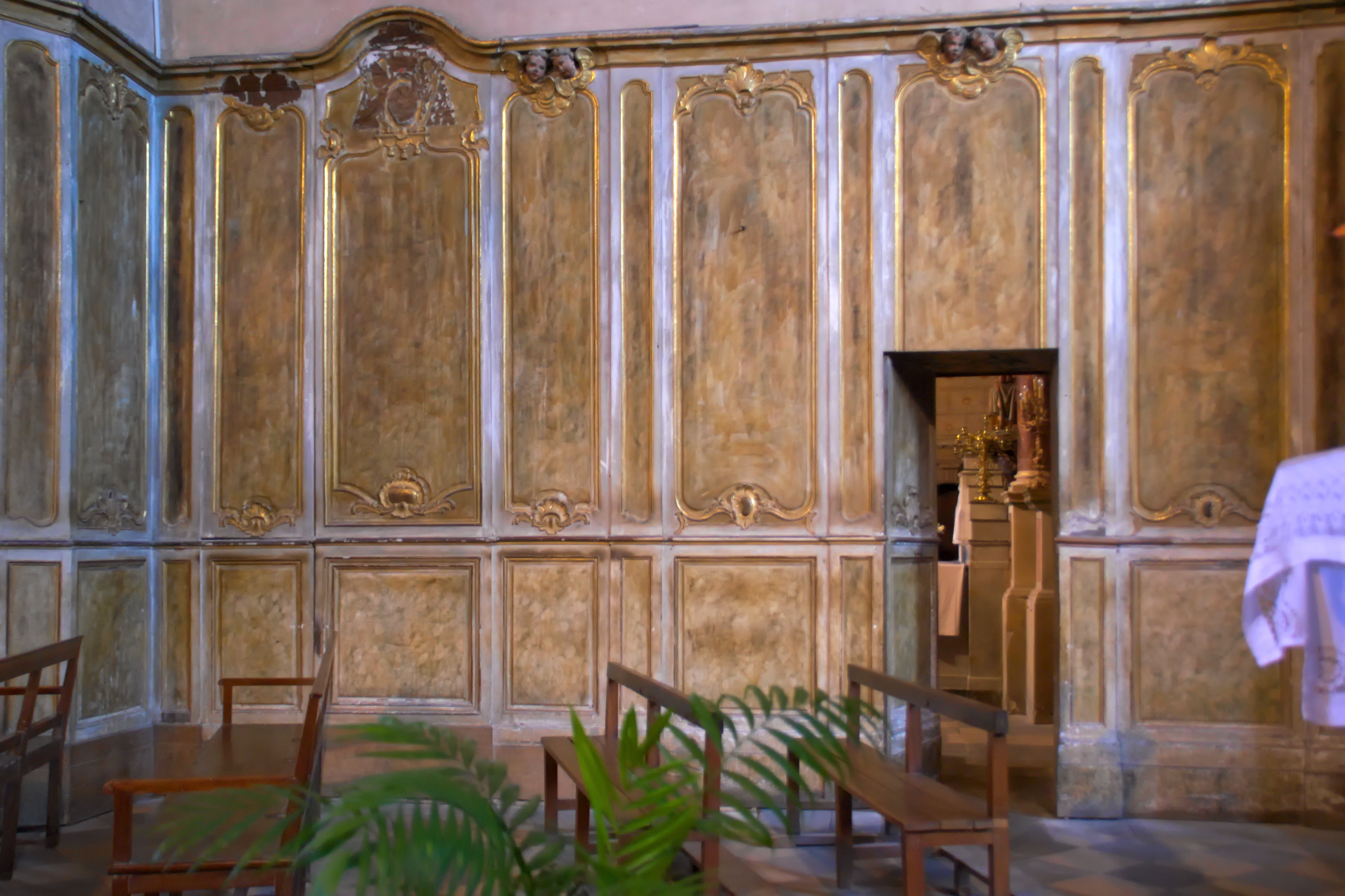
Lambris
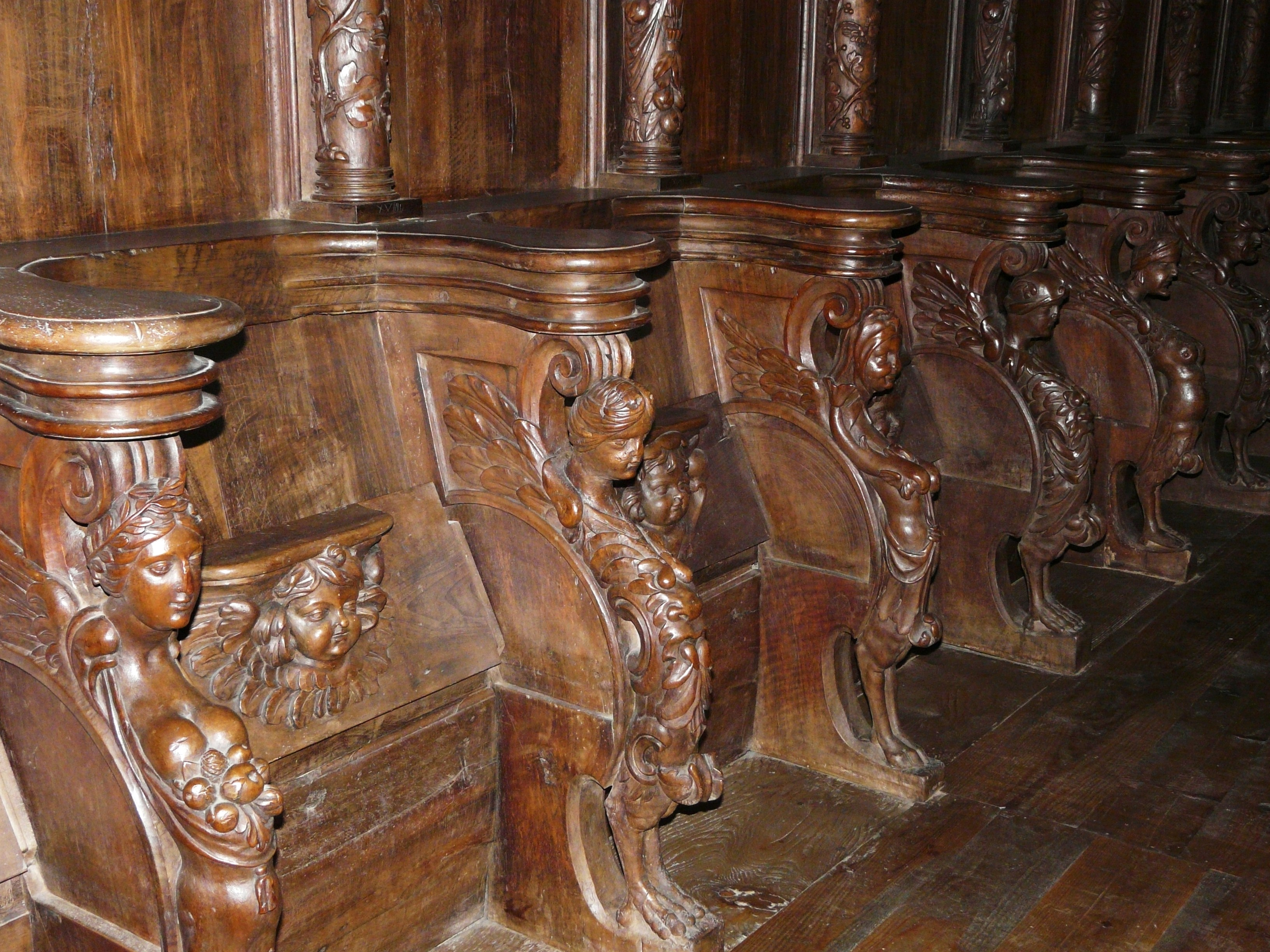
Quelques stalles du chœur des chanoines
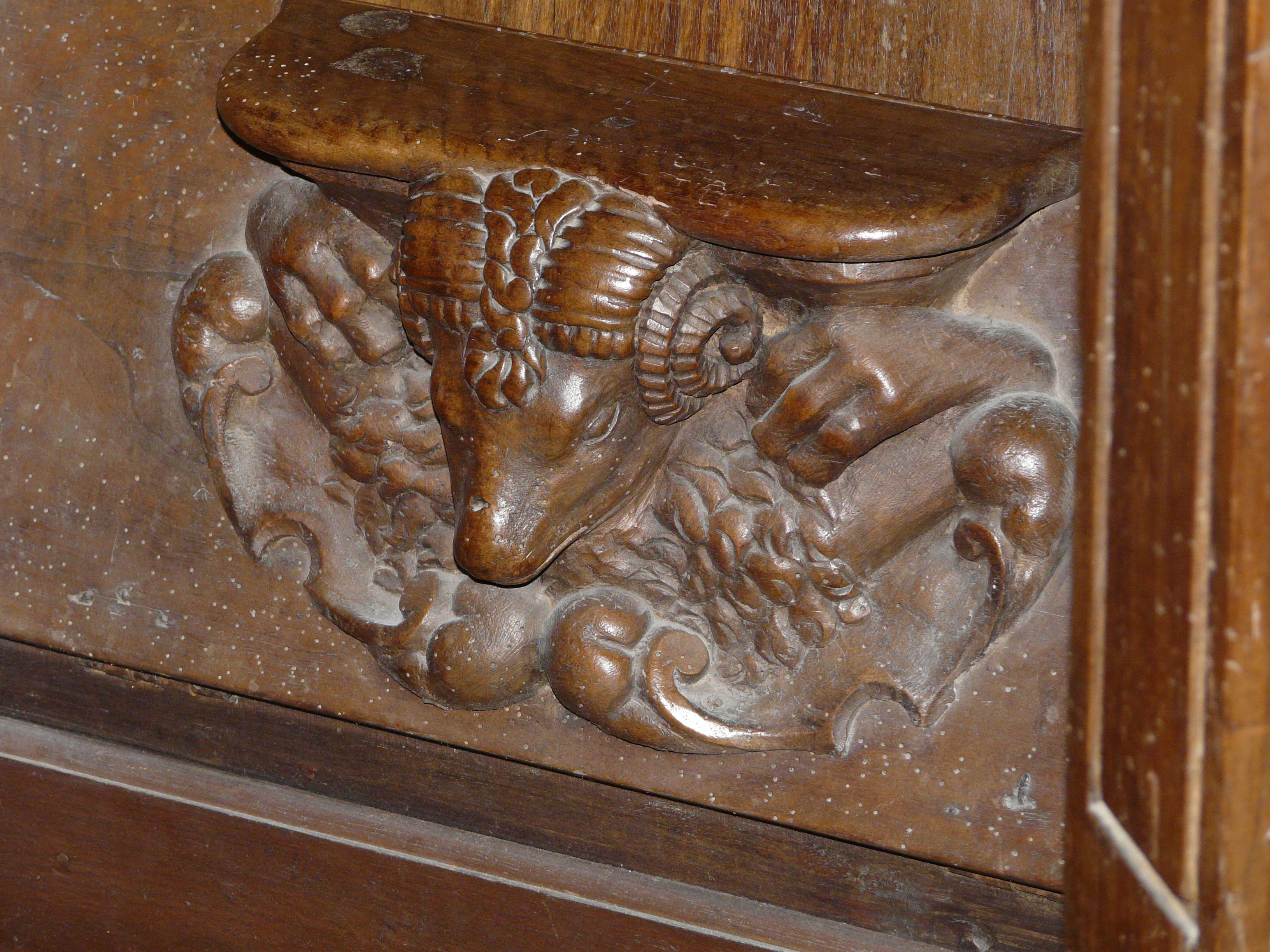
Miséricorde d'une stalle
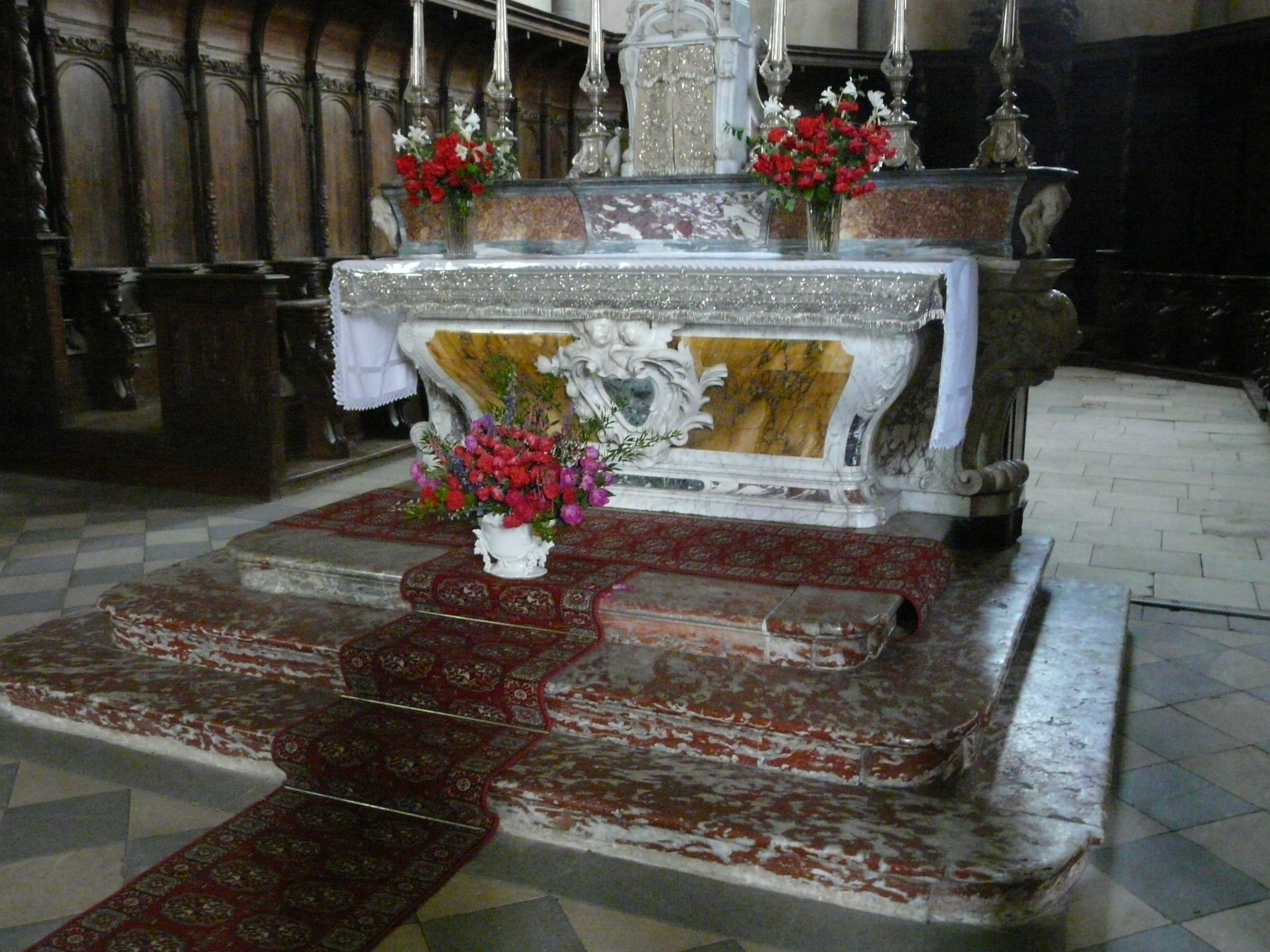
L'autel du chœur des chanoines
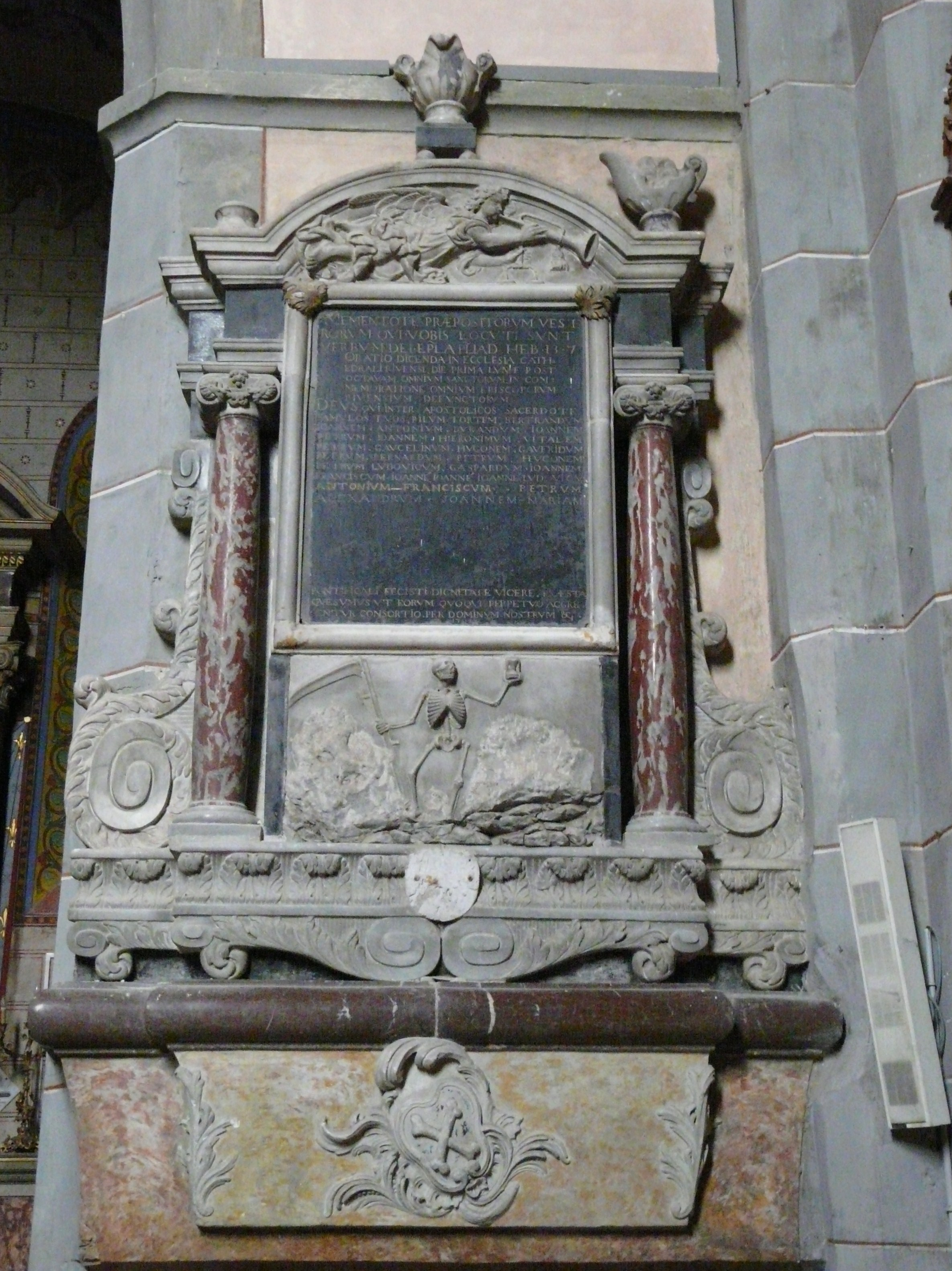
Le monument sépulcral des évêques de Rieux